# 当麻広名
当麻 広名（たいま の ひろな、生没年不詳）は、奈良時代の貴族。官位は正五位下・遠江員外介。

## 経歴
聖武朝の天平12年（740年）外従五位下に昇叙され、天平18年（746年）内位の従五位下に叙せられる。
天平宝字3年（759年）従五位上・河内介に叙任されると、翌天平宝字4年（760年）遠江員外介と、淳仁朝では地方官を務める。淳仁朝末の天平宝字8年（764年）正五位下に至る。

## 官歴
『続日本紀』による。
- 時期不詳：正六位上
- 天平12年（740年） 11月21日：外従五位下
- 天平18年（746年） 4月22日：従五位下（内位）
- 天平宝字3年（759年） 2月1日：従五位上。5月17日：河内介
- 天平宝字4年（760年） 2月20日：遠江員外介
- 天平宝字8年（764年） 正月7日：正五位下